# 팬서 소프트웨어
팬서 소프트웨어(일본어: パンサーソフトウェア)는 1987년에 설립된 일본의 비디오게임 소프트웨어 회사이다. 설립 당시엔 팬서 스튜디오(Panther Studios Ltd.)였으나 1991년에 팬서 소프트웨어(Panther Software)로 이름을 바꿨다. 주로 MSX, 플레이 스테이션, 드림캐스트, 엑스박스용 게임을 만든다. 게임 장르로는 연애 시뮬레이션이 많다. 과거 유토그룹이었다.

## 연혁
- 1987년：유한회사 스튜디오 팬서 설립.
- 1991년：주식회사로 전환하고 회사명을 팬서 소프트웨어로 변경.
- 1999년：한국 팬서 소프트웨어, Interlex(미국 현지 법인)를 설립.
- 2000년：인터렉스 주식회사로 이름 변경(팬서 소프트웨어의 명칭은 브랜드 명으로써 존속)
- 2005년：인터렉스가 게임 부문을 매각, 주식회사 팬서 소프트웨어로써 독립.